# Passing (gènere)
|  | Per a altres significats, vegeu «Passing». |

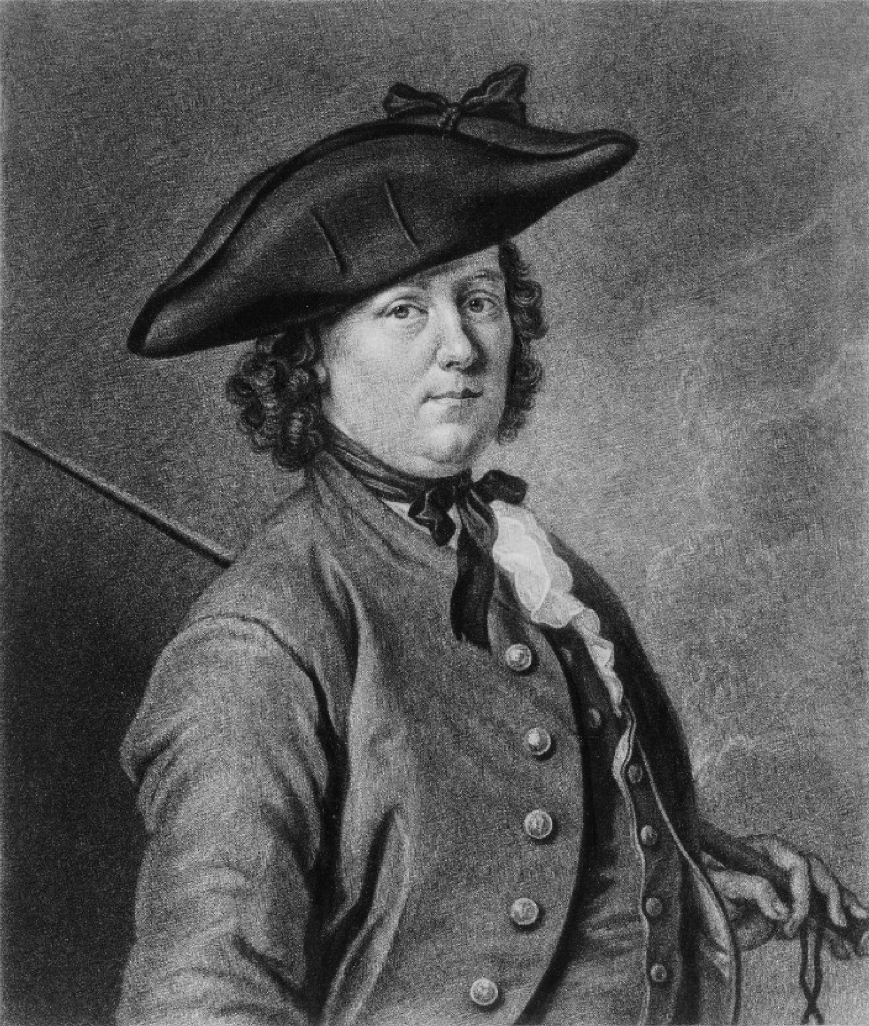
Hannah Snell (1723–1792) fou una dona anglesa que es vestí com a home per poder ser soldat.

En el context del gènere, el passing és quan algú es percep com un gènere o un sexe diferent del sexe que se li va assignar en néixer. Històricament, això era comú entre les dones que servien en oficis on les dones ereen prohibides, com ara l'exèrcit i la medicina. Per a les persones transgènere, és quan la persona es percep com a cisgènere en lloc del sexe que se'l va assignar en néixer. La persona pot, per exemple, ser un home transgènere que es percep com un home cisgènere.
El terme passing és molt utilitzat, però la seva adequació i la conveniència d'integrar-se en la societat cisgènere es debat a la comunitat transgènere. Una persona trans que es percep com a cisgènere pot enfrontar-se a menys prejudicis, assetjament i risc de violència, així com millors oportunitats laborals. Això de vegades s'anomena «privilegi de passing».
L'escriptora trans Janet Mock diu que el terme «es basa en el supòsit que les persones trans passin per una cosa que nosaltres no som" i que una dona trans que es percep com una dona "no està "passant"; ella només és».
 La Guia de mitjans de GLAAD diu que no és apropiat que els mitjans de comunicació convencionals facin servir el terme passing «tret que estigui en una citació literal». El terme preferit de GLAAD és «no visiblement transgènere». A algunes persones no els agrada l'ús dels termes stealth (no detectat) i passing, i es basen en l'argument que aquests termes impliquen deshonestedat o engany sobre la identitat de gènere.